# Suicídio
Suicídio é o ato de causar a própria morte de forma intencional. Os factores de risco incluem perturbações mentais e/ou psicológicas como depressão, perturbação bipolar, esquizofrenia e toxicodependência, incluindo alcoolismo e abuso de benzodiazepinas. Outros suicídios resultam de actos impulsivos devido ao stress e/ou dificuldades económicas, problemas de relacionamento ou bullying. As pessoas com antecedentes de tentativas de suicídio estão em maior risco de vir a realizar novas tentativas. As medidas de prevenção do suicídio passam pela restrição do acesso a métodos, como armas de fogo, armas brancas, drogas ou venenos, pelo tratamento de perturbações mentais e da toxicodependência, por noticiar de forma correta os casos de suicídio na imprensa e pela melhoria das condições económicas da população. Embora seja comum a existência de linhas telefónicas de prevenção do suicídio, não existem dados suficientes que comprovem a sua eficácia.
Os métodos de suicídio mais comuns diferem de país para país e estão em parte relacionados com a disponibilidade de meios e incluem enforcamento, envenenamento por pesticidas e armas de fogo. Em 2015 suicidaram-se em todo o mundo 828 000 pessoas, um ligeiro aumento face aos 712 000 suicídios em 1990. Em 2015, o suicídio foi a décima principal causa de morte em todo o mundo.
O suicídio é a causa de cerca de 0,5% das mortes. Em cada ano, 12 em cada 100 000 pessoas morrem por suicídio. Três quartos dos suicídios ocorrem nos países em desenvolvimento. As taxas de suicídios consumados são geralmente mais elevadas nos homens do que nas mulheres. Em países em desenvolvimento suicidam-se 1,5 vezes mais homens do que mulheres e em países desenvolvidos suicidam-se 3,5 vezes mais homens do que mulheres. Na generalidade dos países, o suicídio é mais comum entre os maiores de 70 anos. No entanto, em alguns países o grupo etário de maior risco é aquele com idades compreendidas entre os 15 e 30 anos. Estima-se que em todo o mundo haja anualmente entre 10 a 20 milhões de tentativas de suicídio não fatais. As tentativas de suicídio – gestos autodestrutivos não fatais – podem provocar lesões e incapacidade a longo prazo. No mundo ocidental, as tentativas são mais comuns nos jovens e pessoas do sexo feminino.
Os pontos de vista sobre o suicídio têm sido influenciados por temas existenciais como religião, filosofia, psicologia, honra e o sentido da vida. As religiões abraâmicas, por exemplo, consideram o suicídio uma ofensa contra Deus devido à crença religiosa na santidade da vida. Durante a era samurai, no Japão, existia uma forma de suicídio conhecida como seppuku (harakiri),  que era respeitada como uma forma de expiação do fracasso ou como uma forma de protesto ou pena de morte frente à desonra por um crime, delito ou por outro motivo que os envergonhasse. O sati é uma antiga prática proibida pelo Raj Britânico, no qual a viúva se autoimola na pira funerária do seu marido, seja voluntariamente ou por pressão da família e/ou das leis do país. O suicídio e o suicídio tentado, apesar de anteriormente ter sido considerado ilegal, hoje já não o é na maioria dos países ocidentais, embora nalgumas jurisdições ainda possa ser considerado crime. Nos séculos XX e XXI, o suicídio foi usado em raras ocasiões como forma de protesto, ou na forma de kamikaze e de atentados suicidas como uma táctica militar ou terrorista. O termo tem origem no latim suicidium.

## Definições
A palavra "suicídio", provém do latim suicidium,(sui, de si próprio; caedere, matar) "o ato de tirar a própria vida".
Assassinato-suicídio
Assassinato-suicídio refere-se a uma situação em que o autor de um homicídio se suicida após a morte da(s) vítima(s). O que parece ser um pacto geralmente é na realidade um assassinato, os pactos são frequentemente feitos por mulheres ou casais idosos. Um caso especial disso é o suicídio prolongado, em que o assassinato é motivado ao ver as pessoas assassinadas como uma extensão de si.
Ataque suicida
Um ataque suicida é quando um atacante comete um ato de violência contra outros (geralmente um grande número de pessoas), normalmente para atingir um objetivo militar ou político, que resulta em sua própria morte. Os atentados suicidas são muitas vezes considerados como um ato de terrorismo, os exemplos históricos incluem o assassinato do czar Alexandre II da Rússia, o Bombardeamento do Hotel Shamo, o Atentado suicida do Dizengoff Center, os ataques kamikazes por pilotos aéreos japoneses durante a Segunda Guerra Mundial e os Ataques de 11 de setembro de 2001. Entre 2000 e 2007 ocorreram 140 ataques suicidas em Israel que mataram 542 pessoas e feriram milhares.
Autoagressão
O dano intencional direto de tecido do corpo, realizado sem a intenção de cometer suicídio é chamado de autoagressão, automutilação ou autolesão Outros termos como "automutilação" ou "autolesão" são usados para qualquer comportamento auto-prejudicial, independentemente da intenção suicida.
Indução de suicídio
Induzir, estimular, dar dicas ou apoiar de qualquer outra forma o suicídio de outra pessoa é um crime em vários países ocidentais, considerado como uma forma de homicídio doloso (intenção de matar). Essa punição leva em conta inclusive quando o estímulo é feito na internet. No Brasil o artigo 122 do Código Penal prevê reclusão de dois a seis anos para quem induz, instiga ou ajuda alguém a cometer suicídio, ou reclusão, de 1 (um) a 3 (três) anos, se da tentativa de suicídio resulta lesão corporal de natureza grave.
Eutanásia
A eutanásia é quando uma pessoa assume um papel ativo na morte de uma pessoa.
Suicídio assistido
Suicídio assistido é quando um indivíduo ajuda o outro a causar sua própria morte indiretamente, providenciando conselhos ou os meios para o fim.
Ortotanásia
O termo "ortotanásia" significa "morte correta" e se refere ao tratamento dado ao fim da vida de um paciente, aliviar seu sofrimento, sem acelerar ou retardar sua morte. No Brasil essa prática está sendo discutida no Congresso Nacional. Em 2010, o PLS 116/2000 foi aprovado pelo Senado e em seguida remetido à Câmara dos Deputados, onde aguarda votação.
Suicídio coletivo e pacto suicida
Certos suicídios são realizados sob pressão social ou de um grupo. Os suicídios coletivos ou em massa, podem ocorrer apenas entre duas pessoas, como um "pacto suicida", ou com um número muito maior. Um exemplo é o suicídio em massa que ocorreu por membros do Peoples Temple, uma seita estadunidense liderada por Jim Jones em 1978 na Guiana que levou a morte de 918 pessoas incluindo 270 menores de idade.
Outro exemplo ocorreu em janeiro de 2012, na China. Trezentos funcionários da Foxconn, fabricante do Xbox 360, ameaçaram um suicídio coletivo se as reivindicações do grupo não fossem atendidas. O protesto terminou com um acordo entre a empresa e os funcionários.
Suicídio metafórico
É o sentido metafórico de "destruição intencional de um autointeresse", como o suicídio político.

## Fatores de risco
Os fatores que afetam o risco de suicídio incluem transtornos mentais, uso indevido de drogas, estados psicológicos, situações culturais, familiares e sociais, genética e experiências de trauma ou perda. Transtornos mentais e uso indevido de substâncias frequentemente coexistem. Outros fatores de risco incluem ter tentado suicídio anteriormente, a pronta disponibilidade de um meio de tirar a própria vida, um histórico familiar de suicídio ou a presença de lesão cerebral traumática. Por exemplo, verificou-se que as taxas de suicídio são maiores em famílias com armas de fogo do que naquelas sem.
Problemas socioeconômicos como desemprego, pobreza, falta de moradia e discriminação podem desencadear pensamentos suicidas. O suicídio pode ser mais raro em sociedades com alta coesão social e objeções morais contra o suicídio.  Veteranos de guerra têm um risco maior de suicídio devido, em parte, a taxas mais altas de doenças mentais, como distúrbios do estresse pós-traumático e problemas de saúde física relacionados à guerra. A genética parece ser responsável por entre 38% e 55% dos comportamentos suicidas. Suicídios também podem ocorrer como um cluster local de casos. (ver também Carta de suicídio)
| A doença mental está frequentemente presente no momento do suicídio, com estimativas variando de 27% a mais de 90%. Naqueles que foram hospitalizados por comportamento suicida, o risco de suicídio completo na vida é de 8,6%. Comparativamente, pessoas não suicidas hospitalizadas por distúrbios afetivos têm um risco de suicídio de 4% ao longo da vida. Metade de todas as pessoas que morrem por suicídio podem ter transtorno depressivo maior; ter este ou um dos outros transtorno de humor como transtorno bipolar aumenta em 20 vezes o risco de suicídio. Outras condições implicadas incluem esquizofrenia (14%), transtorno de personalidade (8%), transtorno obsessivo-compulsivo, e transtorno de estresse pós-traumático. Aqueles com transtorno do espectro autista tentam e consideram o suicídio com mais frequência. Outros estimam que cerca de metade das pessoas que completam o suicídio podem ser diagnosticadas com um distúrbio de personalidade, sendo o mais comum o transtorno de personalidade borderline. Cerca de 5% das pessoas com esquizofrenia morrem de suicídio. O transtorno alimentar é outra condição de alto risco.[carece de fontes?] Entre aproximadamente 80% dos suicídios completos, o indivíduo procurou um médico no ano anterior à sua morte, incluindo 45% no mês anterior. Aproximadamente 25 a 40% dos que completaram o suicídio tiveram contato com serviços de saúde mental no ano anterior. Os antidepressivos do tipo ISRS parecem aumentar a frequência de suicídio entre crianças, mas não alteram o risco entre os adultos. A falta de vontade em obter ajuda para problemas de saúde mental também aumenta o risco. | Transtornos psicológicos associados ao risco de suicídio Segundo a OMS, os transtornos psicológicos que estão mais associados com o risco de suicídio são - Transtornos de humor (depressão maior, distimia e transtorno bipolar) - Psicoses (esquizofrenia, transtorno esquizoafetivo, transtornos delirantes) - Transtornos de ansiedade (transtorno de estresse pós-traumático, transtorno obsessivo-compulsivo e transtorno de ansiedade generalizada) - Demências (como alzheimer, demência vascular e mal de Parkinson). - Transtorno de personalidade (especialmente borderline, antissocial, transtorno de personalidade histriônica e esquiva) |

### Tentativas anteriores e autoagressão
Uma história anterior de tentativas de suicídio é o preditor mais preciso do suicídio completo. Aproximadamente 20% dos suicídios tiveram uma tentativa anterior e, dos que tentaram suicídio, 1% completam o suicídio dentro de um ano e mais de 5% morrem por suicídio em 10 anos.[carece de fontes?] Atos de autoagressão geralmente não são tentativas de suicídio e a maioria dessas pessoas não corre alto risco de suicídio. Alguns que se autoagridem, no entanto, podem terminar sua vida com suicídio pois o risco de autoagressão e suicídio podem se sobrepor.

### Abuso de substâncias
O abuso de substâncias é o segundo fator de risco mais comum para suicídio após a depressão maior e o transtorno bipolar. O uso indevido de substâncias crônicas e a intoxicação aguda são também associados. Quando combinados com sofrimento pessoal, como o luto, o risco aumenta ainda mais.O abuso de substâncias também é associado a distúrbios de saúde mental.
A maioria das pessoas está sob a influência de medicamentos sedativos-hipnóticos (como álcool ou benzodiazepínicos) quando morrem por suicídio, com alcoolismo presente entre 15% e 61% dos casos. O uso de benzodiazepínicos prescritos está associado a um aumento da taxa de tentativa e suicídio completo, suspeita-se que os efeitos pró-suicidas dos benzodiazepínicos sejam causados por um distúrbio psiquiátrico causado por efeitos colaterais, como a desinibição ou por sintomas de abstinência. Países com taxas mais altas de uso de álcool e uma maior densidade de bares geralmente também apresentam taxas mais altas de suicídio. Aproximadamente 2,2–3,4% das pessoas que foram tratados por alcoolismo em algum momento de sua vida morrem por suicídio. Os alcoólatras que tentam suicídio geralmente são homens, são mais velhos e já tentaram tirar suas próprias vidas no passado. Entre 3 e 35% das mortes entre aqueles que usam heroína são devidas a suicídio (aproximadamente quatorze vezes maior do que aqueles que não usam a droga). Em adolescentes que abusam do álcool, disfunções neurológicas e psicológicas podem contribuir para o aumento do risco de suicídio.
O uso indevido de cocaína e metanfetamina tem uma alta correlação com o suicídio. Para aqueles que usam cocaína, o risco é maior durante a fase de abstinência. Aqueles que usam inalantes também estão em risco significativo, com cerca de 20% tentando o suicídio em algum momento e mais de 65% considerando o suicídio uma opção. Fumar cigarros comuns está associado ao risco de suicídio. Há pouca evidência de por que essa associação existe; no entanto, foi levantada a hipótese de que aqueles que predispõem ao fumo também estão predispostos ao suicídio, o tabagismo causa problemas de saúde que posteriormente fazem as pessoas quererem terminar sua vida e que o tabagismo afeta a química do cérebro, causando uma propensão ao suicídio. A maconha sozinha, no entanto, não aumenta o risco.

### Biológico
Para boa parte dos especialistas, a genética tem um efeito sobre o risco de suicídio responsável por 30-50% de variância. Grande parte deste relacionamento atua através da hereditariedade da doença mental. Porém, a questão da hereditariedade é polêmica, alguns autores alegam que é apenas consequência de viver com pais com transtornos mentais (e esses sim seriam hereditários).

### Social
Problemas familiares, amorosos e financeiros
Um estudo encontrou maior frequência de suicídio entre pessoas com famílias desestruturadas e após rompimentos de relacionamentos amorosos entre jovens. Entre adultos separações e problemas financeiros são fatores de risco. Apesar de problemas financeiros sérios serem um fator de risco e religião ser um fator de proteção, o sociólogo francês Émile Durkheim percebeu uma prevalência de suicídio entre pessoas de classe socioeconômica mais elevada. Outros autores também encontraram maior prevalência entre classes socioeconômicas mais altas num estudo feito em São Paulo.
Como forma de rebeldia ou protesto
Muitas vezes a greve de fome pode encaminhar no suicídio de mais de uma pessoa, como ocorreu na em 1981 durante o conflito na Irlanda do Norte liderado por Bobby Sands e que resultou em 10 mortes.
Suicídio judicial
Muitas vezes uma pessoa que tenha cometido um crime pode cometer suicídio para evitar ser processado, como foi o caso de Budd Dwyer e Hermann Göring.
Suicídio militar

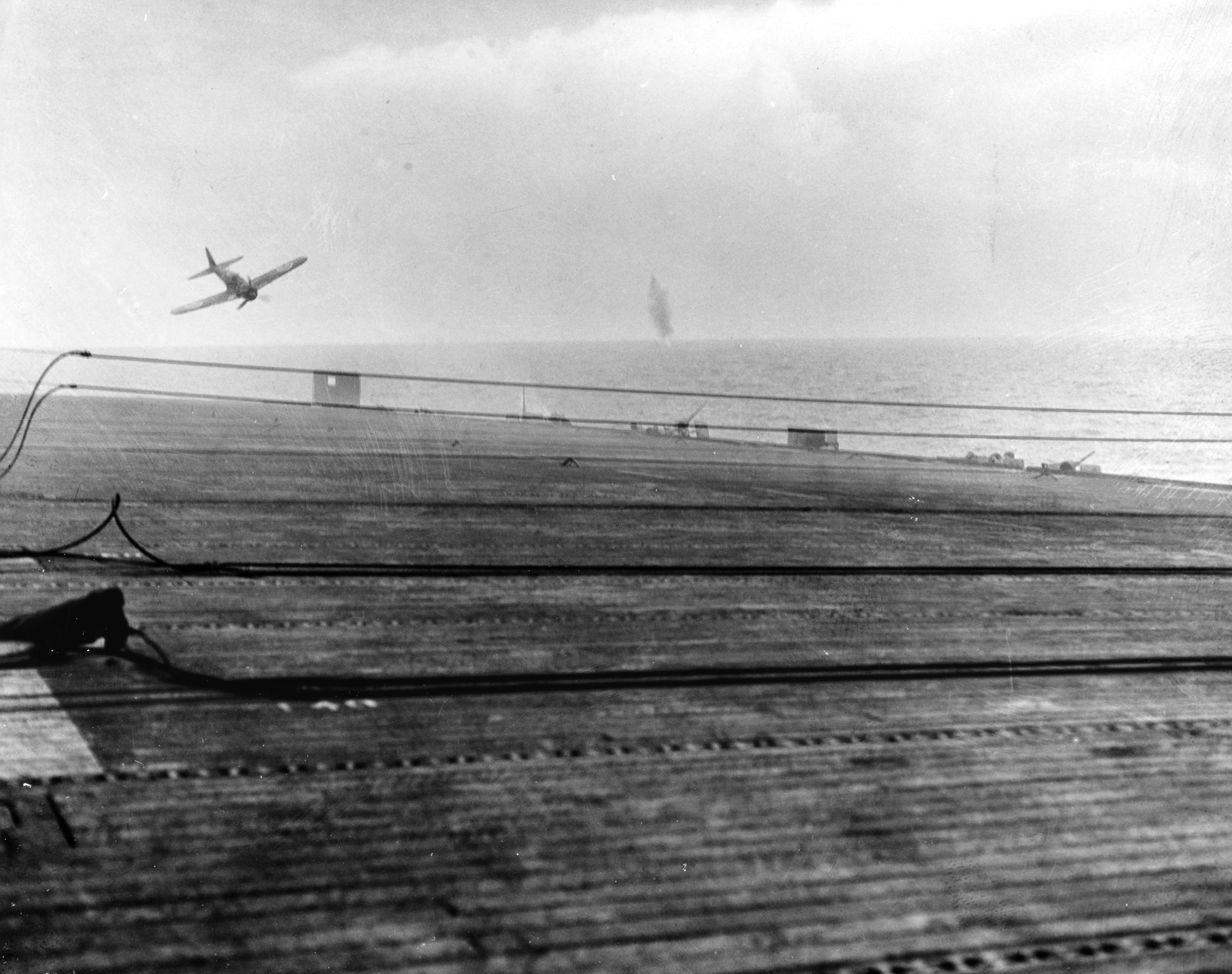
Ataque Kamikaze sobre o porta-aviões de escolta USS White Plains (CVE-66), 25 de outubro de 1944

Nos últimos dias da Segunda Guerra Mundial, alguns pilotos japoneses kamikazes voluntariaram para missões em uma tentativa de evitar a derrota para o Império. Perto do fim da guerra, os japoneses desenvolveram um pequeno avião (Ohka), cujo único propósito era missões kamikazes. Da mesma forma, as unidades da Luftwaffe faziam Selbstopfereinsatz (missões de autossacrifício) contra pontes Soviética. Na Alemanha nazista, muitos soldados e oficiais do governo (incluindo Adolf Hitler) mataram-se, em vez de se render aos Aliados da Segunda Guerra Mundial. O japonês também construiu um "homem-torpedo humano submarinos" suicídio chamado Kaitens. Depois do 11 de setembro, morrem-se mais soldados norte-americanos por suicídio em guerras no Iraque a Afeganistão do que os civis mortos nas mesmas.

### Ideação suicida

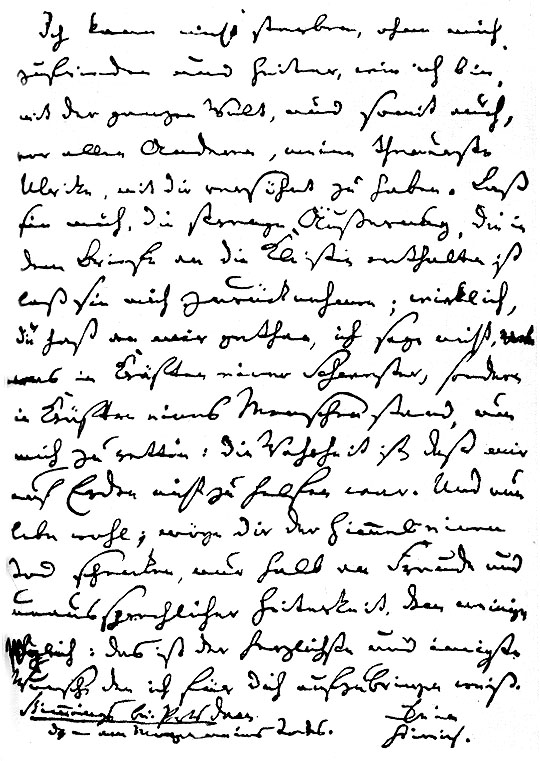
Carta de suicídio do poeta alemão Heinrich von Kleist (1777-1811) endereçada à sua meia-irmã Ulrike. Muitos suicidas, em particular personalidades públicas, escrevem notas de suicídio justificando o ato.

Segundo a psicologia, existem vários comportamentos que indicam a possibilidade de ideação suicida. Dentre eles o relato de querer desaparecer, dormir para sempre, ir embora e nunca mais voltar ou mesmo objetivamente o relato do desejo de morrer, mesmo quando falado num tom de brincadeira, devem ser considerados indícios significativos e levados a sério.
Segundo Durkheim, o suicídio é um fenômeno social e constitui um dos elementos de mecanismos de restabelecimento do laço social que se utilizam de rituais de punição ao crime para alcançar seus objetivos. As práticas do suicídio são as forças de integração e as de regulação, pois estas determinam como o sujeito se integra com a sociedade. Essas forças dão origem aos tipos sociais de suicida. O egoísta e o altruísta estão ligados às forças de integração. O tipo egoísta se baseia na precariedade de vínculos sociais e ou familiares, levando a um individualismo excessivo. O indivíduo vê os laços que o ligavam ao grupo se enfraquecer, como na perda do emprego, mudança de cidade, separação do cônjuge. No suicídio, a pessoa executa uma ação destrutiva contra o si-mesmo e contra os outros. Este ato deriva, em grande parte, de raiva reprimida que é dirigida contra si mesmo para magoar outras pessoas. “Vocês ficarão sentidos quando eu estiver morto”. O suicídio representa a rejeição do próprio ser".
Um importante indicativo é o uso abusivo de álcool, especialmente quando o início for precoce, existir um histórico familiar de alcoolismo e houver eventos disruptivos recentes ou perda de uma relação interpessoal importante. Outro importante indicativo é o uso drogas ilegais. Enquanto pessoas com histórico de abuso de drogas tem mais de 50 vezes mais probabilidade de tentar suicídio do que os que nunca usaram. Mais de 40% dos suicidas têm histórico de abuso de álcool ou outra substância.
Quanto mais comportamentos indicativos mais provável a ideação e necessidade de intervenção. Outros comportamentos associados com tentativas de suicídio e que devem ser tratados como alerta são:
- Tabagismo;[100][101]
- Distúrbios do sono (insônia, hipersonia, parassonia, etc.);[102]
- Transtornos alimentares;[76]
- Descaso com a higiene e cuidados pessoais;[76]
- Mau humor, irritabilidade, tristeza, anedonia.(humor depressivo);[76]
- Transtornos de ansiedade (Ataque de pânico, TOC e Transtorno de ansiedade generalizada);[76]
- Correr riscos desnecessários como não usar camisinha, dirigir perigosamente e andar em locais perigosos. (sintomas de mania);[76][103]
- Alucinação, Delírio, desconfiança excessiva, deterioração cognitiva. (sintomas de esquizofrenia);[76]
- Ter um método planejado;[104]
- Ouvir músicas, assistir filmes e/ou ler livros sobre morte regularmente;
- Pouca socialização/Se isolar de família e amigos.

O Inventário de depressão de Beck (BDI) e a Escala de Ideação Suicida de Beck (BSI) pode ser usada para medir a gravidade dessa ideação.

### Fatores de risco

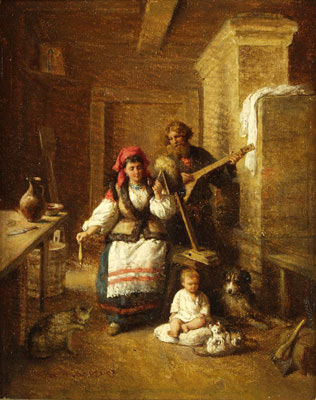
Retrato de uma família russa pintado por Wilhelm Amadeus Beer. Pais negligentes, libertários e/ou autoritários são um fator de risco para suicídio, enquanto pais atenciosos e responsáveis são um fator de proteção.

Outros fatores importantes que deveriam ser considerados, pois seriam mais comuns entre aqueles que tentam suicídiosː
- Planejar o suicídio;
- Acesso ao método de suicídio;
- Tentativas anteriores (as duas semanas após a tentativa é que tem mais risco);
- Eventos estressores recentes (como perda do emprego, morte de ente querido, desastres naturais, guerras, diagnóstico de doença e divórcio);
- Idade entre 13 e 19 anos (35% dos adolescentes brasileiros entre 13 e 19 anos tem ideação suicida)[107] ou depois dos 65;
- Rede de apoio social restrita (poucos amigos e cuidadores).
- Nível socioeconômico e nível educacional baixos;
- Traumas, tais como abuso físico e sexual;
- Baixa auto-estima e desesperança;
- Questões de orientação sexual (tais como homossexualidade e transexuais);
- Pouco discernimento, falta de controle da impulsividade, e comportamentos autodestrutivos;
- Poucos recursos (cognitivos, materiais, funcionais e sociais) para enfrentar problemas;
- Doença física (como HIV) e dor crônica;
- Exposição ao suicídio de outras pessoas.

Factores socioeconômicos como o desemprego, a pobreza, falta de moradia, e discriminação podem provocar pensamentos suicidas. A pobreza pode não ser uma causa direta, mas pode aumentar o risco de suicídio, pois é um grupo de risco para depressão.

## Mitos do suicídio
- Erros e preconceitos são historicamente repetidos contribuindo para formação de estigmas em torno da doença mental e do comportamento suicida, o estigma resulta de um processo em que pessoas são levadas a se sentirem envergonhadas, excluídas e discriminadas.[110] São mitos do suicídio as seguintes afirmações:[111][112]
- Mito 1: “Uma vez suicida, a pessoa sempre é suicida"[111]

Embora pensamentos suicidas possam retornar, não são permanentes e um indivíduo que teve pensamentos e tentativas suicidas podem continuar a viver normalmente.
- Mito 2: “Falar sobre suicídio é uma má ideia e pode ser interpretado como incentivo”[111]

Dado o estigma generalizado em torno do suicídio, a maioria das pessoas que está pensando em suicídio não sabe com quem falar. Em vez de incentivar o comportamento suicida, falar abertamente pode dar ao indivíduo outras opções ou tempo para repensar sua decisão, impedindo o suicídio.
- Mito 3: “Somente pessoas com transtornos mentais são suicidas”[111]

Os comportamentos suicidas têm sido associados à depressão, abuso de substâncias, esquizofrenia e outras perturbações mentais, além de aos comportamentos destrutivos e agressivos. No entanto, esta associação não deve ser sobrestimada. A proporção relativa destas perturbações varia de lugar para lugar e há casos em que nenhuma perturbação mental foi detectada.
- Mito 4: “A maioria dos suicídios acontece de repente, sem aviso prévio”[111]

A maioria dos suicídios foi precedida por sinais de alerta, verbais ou comportamentais. É claro que existem alguns suicídios que ocorrem sem aviso prévio, mas é importante entender quais são os sinais de alerta e ter cuidados
- Mito 5: “O suicida está determinado a morrer”[111]

Pelo contrário, as pessoas suicidas costumam ser ambivalentes quanto a viver ou morrer. A pessoa pode agir impulsivamente e morrer alguns dias depois, mesmo que gostassem de viver. O acesso ao apoio emocional na hora certa pode impedir o suicídio.
- Mito 6: “Pessoas que falam de suicídio não pretendem fazer"[111]

As pessoas que falam sobre suicídio podem estar buscando apoio, pois ao falar como se sente, essa pessoa usa o seu desabafo como forma de pedir ajuda. Um número significativo de pessoas que pensam em suicídio está experimentando ansiedade, depressão e desesperança e pode sentir que não há outra opção.
- Mito 7: “Quando um indivíduo mostra sinais de melhoria ou sobrevive a uma tentativa de suicídio, está fora de perigo”[112]

Na verdade, um dos períodos mais perigosos é imediatamente depois da crise, ou quando a pessoa está se recuperando, na sequência de uma tentativa. A semana seguinte é um período durante o qual a pessoa está fragilizada.
- Mito 8: “O suicídio é sempre hereditário”[112]

Nem todos os suicídios podem ser associados à hereditariedade e estudos conclusivos são limitados. Uma história familiar de suicídio, no entanto, é um factor de risco importante para o comportamento suicida, particularmente em famílias onde a depressão é comum.
- Mito 9: “O suicídio só acontece “àqueles outros tipos de pessoas” não a nós”[112]

O suicídio acontece a todos os tipos de pessoas e encontra-se em todos os tipos de sistemas sociais e de famílias.
- Mito 10: “Após uma pessoa tentar cometer suicídio uma vez, nunca voltará a tentar novamente”[112]

Na verdade, as tentativas de suicídio são um preditor crucial do suicídio.
- Mito 11: “Crianças não cometem suicídio dado que não entendem que a morte é final e são cognitivamente incapazes de se empenhar num acto suicida”[112]

Embora raro, as crianças cometem suicídio e, qualquer gesto, em qualquer idade, deve ser levado muito seriamente.
- Mito 12: “É proibido que a mídia aborde o tema suicídio.”[110]

A mídia tem obrigação social de tratar desse assunto de saúde pública e abordar esse tema de forma adequada. Isto não aumenta o risco de uma pessoa se matar; ao contrário, é fundamental dar informações à população sobre o problema, onde buscar ajuda etc.

## Métodos
O principal método de suicídio varia dramaticamente entre os países. Os métodos de liderança em diferentes regiões incluem enforcamento, envenenamento por pesticidas e armas de fogo. Em todo o mundo 30% dos suicídios são de pesticidas. A utilização deste método, contudo, varia consideravelmente de 4% na Europa a mais de 50% na região do Pacífico. Nos Estados Unidos, 52% dos suicídios envolvem o uso de armas de fogo. Asfixia e envenenamento também são bastante comuns neste país. Juntos, eles compreenderam aproximadamente 40% dos suicídios nos Estados Unidos. Outros métodos de suicídio incluem trauma contundente (saltando de um prédio ou uma ponte, jogando-se na frente de um trem, ou provocando um acidente de carro, por exemplo). Há ainda causas menos comuns, como afogamento intencional, choque elétrico, ou fome intencional.

## Informações sobre suicídio
A associação americana de suicidologia o centro de controle e prevenção de doenças americano (CDC) defendem que aprender sobre os suicídios, sinais de alerta sobre ideação, fatores de risco e proteção e como intervir em crises são importantes medidas de prevenção.
Porém, definir se a exposição ou não a um suicídio é um fator de risco para novos suicídios ainda é uma questão controversa. Um estudo de 1996 foi incapaz de encontrar uma relação de suicídios entre amigos. No entanto, um outro estudo de 1986 encontrou maiores taxas de suicídio após um noticiário televisivo em relação ao suicídio, tal fenômeno é conhecido como Efeito Werther.

## Epidemiologia

Expectativa de vida ajustado por auto infligimento por 100 000 habitantes em 2004.
sem dados
menos que 80
80-160
160-240
240-320
320-400
400-480
480-560
560-640
640-720
720-800
800-850
mais que 850

Taxa de suicídio por cada 100 000 homens (dados de 1978-2008)
sem dados
< 1
1–5
5–5.8
5.8–8.5
8.5–12
12–19
19–22.5
22.5–26
26–29.5
29.5–33
33–36.5
>36.5

Taxa de suicídio por 100 000 mulheres (dados de 1978-2008)
sem dados
< 1
1–5
5–5.8
5.8–8.5
8.5–12
12–19
19–22.5
22.5–26
26–29.5
29.5–33
33–36.5
>36.5

O suicídio é uma grande causa de morte no mundo, com cerca de um milhão de pessoas mortas por suicídio anualmente. Em todo o mundo as taxas de suicídio aumentaram 60% nos últimos 50 anos, principalmente nos países em desenvolvimento. A maioria dos suicídios do mundo ocorrem na Ásia, que é estimada em até 60% de todos os suicídios do planeta. Segundo a Organização Mundial da Saúde, China, Índia e Japão podem ser responsáveis por 40% de todos os suicídios no mundo. O aumento da taxa de suicídio global entre 1999 e 2005 foi devido principalmente a um aumento dos suicídios entre as mulheres brancas adultas.

### Gênero
No mundo ocidental, os homens morrem de três a quatro vezes mais frequentemente por suicídio do que as mulheres, embora as mulheres tentem suicídio com três a quatro vezes mais. Os homens morrem mais porque usam meios mais violentos e eficazes como armas de fogo, enforcamento e salto de grandes alturas, enquanto as mulheres usam métodos mais lentos e menos letais, como consumo excessivo de medicamentos ou de veneno. Além disso homens possuem mais fatores de risco como abuso de álcool ou outras drogas, isolamento e armas de fogo em casa.

### Alcoolismo e uso de drogas
Estudos norte-americanos mostraram que 33% a 69% dos suicidas apresentavam alcoolemia positiva. De fato, nos Estados Unidos, 16,5% dos suicídios estão relacionados ao álcool. No Reino Unido, um estudo de suicídios ocorridos entre 1988 e 1995 determinou que 45% das vítimas apresentavam alcoolemia positiva, com maiores porcentagens na faixa etária de 35 a 44 anos Alcoólatras são de 5 a 20 vezes mais propensos a se matar, enquanto o mal uso de outras drogas aumenta o risco de 10 a 20 vezes. No Brasil, em estudo realizado com 290 vítimas de suicídios na cidade de São Paulo, 36,2% apresentavam alcoolemia positiva. Cerca de 15% dos alcoólicos cometem suicídio, e cerca de 33% dos suicídios em menos de 35 anos têm um diagnóstico primário de álcool ou abuso de outras substâncias, mais de 50% dos suicídios estão relacionados à dependência de álcool ou drogas. Sabe-se que o consumo de álcool pode aumentar a agressividade e essa afirmação é também válida para violência dirigida a si mesmo. Em adolescentes o álcool ou uso indevido de drogas desempenha um papel em até 70% dos suicídios.

### Etnia
Taxas de suicídio nacionais diferem significativamente entre países e entre grupos étnicos no interior dos países. Por exemplo, no EUA, não-hispânicos caucasianos são quase 2,5 vezes mais propensos a se matar do que afro-americanos ou hispânicos. No Reino Unido as taxas de suicídio variam significativamente entre as diferentes partes do país. Na Escócia, por exemplo, a taxa de suicídio é aproximadamente o dobro do que na Inglaterra.

### Por país

Mapa da taxa de suicídio (a cada 100,000 pessoas) no mundo em 2019:
> 30
20 – 30
15 – 20
10 – 15
5 – 10
0 – 5
Dados indisponíveis

No mundo, 815 000 pessoas cometeram suicídio no ano 2000, o que perfaz 14,5 mortes por 100 000 habitantes (uma morte a cada 40 segundos) Países do Leste Europeu são os recordistas em média de suicídio por 100 000 habitantes. A Lituânia (41,9), Estônia (40,1), Rússia (37,6), Letônia (33,9) e Hungria (32,9). Guatemala, Filipinas e Albânia estão no lado oposto, com a menor taxa, variando entre 0,5 e 2. Os demais estão na faixa de 10 a 16. Em números absolutos, porém, a República Popular da China lidera as estatísticas. Foram 195 mil suicídios no ano de 2000, seguido pela Índia com 87 mil, a Rússia com 52,5 mil, os Estados Unidos com 31 mil, o Japão com vinte mil e a Alemanha com 12,5 mil.
Rússia
Todos os anos 60 mil pessoas põem um fim às suas vidas na Rússia, onde a taxa de suicídio é a segunda no mundo—são 34,9 por 100 mil habitantes, abaixo somente da Lituânia e leste europeu anunciou a diretora do Centro Serbski de Psiquiatria Social e Judiciária da Rússia, Tatiana Dmitrieva, em entrevista coletiva organizada por ocasião do Dia Internacional da Saúde Mental. Em 2008, foram registados 29 suicídios por 100 mil habitantes, índice muito superior à média mundial de 14 por 100 mil. As altas taxas provavelmente estão associadas com a grande frequência de alcoolismo, crises socioeconômica e fatores culturais.
Japão
O Japão tem a mais alta taxa de suicídio do mundo desenvolvido (24,1 por 100 000 habitantes). Os suicídios atingiram o número recorde de 34 427 em 2003 (+ 7,1% com relação a 2002) Geralmente empresários e funcionários, cometem suicídios motivados por escândalos de corrupção ou perda de dignidade na sociedade.
No ano de 2008 o suicídio entre jovens bateu novo recorde no Japão, tendo alcançado 4 850 mortes, 1,7% a mais que no ano anterior, informou a polícia japonesa. Mesmo com este aumento, em 2008, 32 249 pessoas se mataram no Japão, uma baixa de 2,6% em com relação aos números de 2007.
A taxa de suicídios foi, no ano de 2008, de 25,3 para cada 100 mil habitantes, o que coloca o Japão entre os dez países do mundo com mais casos. O suicídio é a sexta maior causa de morte no Japão, onde não está associado a um tabu social.
França
Em 1996, a França teve 12 000 suicídios por 160 000 tentativas; com 62 milhões de habitantes, esses números representam aproximadamente 19,6 suicídios por 100 000 habitantes, ou seja, um suicídio por 5 000 pessoas, e uma tentativa por 400 pessoas. A França ocupa o quarto lugar entre os países desenvolvidos. Esses números são mais ou menos estáveis desde 1980. Assim como em outros países da Europa o suicídio já se tornou uma causa mortis mais frequente que os acidentes de trânsito. Fatores culturais e crises socioeconômicas agravaram a situação em 2008-2009.
Brasil
No Brasil, 4,9 pessoas a cada 100 mil morrem por suicídio por ano, uma das menores médias do mundo. E ao contrário do resto do mundo onde é mais comum entre adultos, no Brasil há uma prevalência entre os jovens entre 15 e 24 anos. Entre os estados, o Rio Grande do Sul é o que tem a maior taxa, 9,88 para 100 mil. Entre as cidades, o município com o maior índice é o de Amambai (MS), com mais de 49,3 casos a cada 100 mil habitantes, uma das cidades com maior índice de suicídio do mundo. (Mapa do suicídio estadual: ). Um dos métodos mais comuns no país são venenos como o agrotóxico Tamaron. Foram registradas 7 987 mortes por suicídio no País. Entre os índios, o índice de suicídio foi de 98 por 100 mil, um índice alarmante que já responde por 81% dos suicídios em Mato Grosso do Sul e no Amazonas.
No Rio Grande do Sul, em 2004, foi identificada a maior mortalidade masculina por suicídio do país com 16,6 mortes a cada 100 mil homens, enquanto Maranhão ficou em último lugar com 2,3 mortes a cada 100 mil homens. Em relação às mulheres, Mato Grosso do Sul ocupou o primeiro lugar com 4,2 mortes a cada 100 mil mulheres, e Rio Grande do Norte o último com mortalidade de 0,6 a cada 100 mil mulheres.
Em 2005, seguindo as recomendações da OMS para combater o aumento no número de casos, foram elaboradas de políticas nacionais de prevenção ao suicídio, atuando em esfera nacional, estadual e municipal.
No Brasil o número de suicídios aumentou quase 30% entre 1980 e 2006 com uma tendência crescente. Como muitos casos de suicídio são ocultos pela família ou não reportados pelos médicos, portanto os números reais podem ser muito maiores.
Portugal
Em Portugal em 2003 11,1 pessoas por cada 100 mil morreram por suicídio sendo que a distribuição por género é de 17,1 por 100 mil para os homens e 5 por 100 mil para as mulheres. A taxa de suicídio em Portugal dobrou na última década, de cerca de 600 para mais de 1 200 casos por ano.
O enforcamento é o método de suicídio mais utilizado em 16 países europeus, incluindo Portugal, representando quase metade do total de casos. O segundo mais usado depende do gênero, sendo armas de fogo para homens e afogamento pelas mulheres sendo o oposto (arma de fogo por mulheres e afogamento por homens) muito raro.
Entre os jovens masculinos dos 15 aos 24, Portugal é o país que apresenta a taxa mais baixa da Europa. Além disso, é um dos países com menos suicídios entre mulheres. O número de suicídios aumenta com a faixa etária, sendo mais frequente em homens acima dos 50 anos, esta peculiaridade pode ser reflexo de fatores históricos e culturais. Entre 1902 e 1939 o número de suicídios registrados aumentou de 236 para 969 casos e seguiu estável entre 750 e 1 000 até 1975. E desde essa época que o número de suicídios entre homens já era entre duas e quatro vezes mais comuns do que mulheres e predominava entre os mais velhos. Houve um grande decréscimo a partir da década de 70, chegando a 516 casos em 2000, menos número em 40 anos. Porém, em 2002 e 2003, esse número dobrou ultrapassando os mil casos e seguiu aumentando até 2010, tornando-se a causa de morte não-natural mais comum do país, superando o número por acidentes viários.
Segundo a Sociedade Portuguesa de Suicidologia, entre 1998 a 2008, a média anual de suicídios no Baixo Alentejo foi de 53 casos, enquanto no concelho de Odemira, em 2007, foram registradas 61 mortes a cada 100 mil habitantes, com um grande número de casos na freguesia de Saboia, levando a região a um dos maiores índices de suicídio em todo o mundo. Um dos prováveis motivos pode ser o aumento no índice de desemprego e depressão maior.
No sexo feminino, a menor taxa registou-se na região autónoma da Madeira, onde não houve casos registrados. Salienta-se que nas regiões Norte e Açores ocorreu menos de um suicídio por 100 000 habitantes. No sexo masculino, a região com menor taxa foi a do Norte. De um modo geral, em Portugal registaram-se mais suicídios nos meses de junho, julho e setembro. Janeiro e fevereiro foram os meses com menor número de registos. Fazendo uma análise por sexos, não se verificam grandes diferenças de perfis, registando-se um maior número de suicídios no sexo masculino nos meses de junho e setembro e no sexo feminino em junho e julho.

## Prevenção

Policial de Dallas tenta convencer uma mulher a não se jogar do edifício. Grande parte dos policiais das grandes cidades recebem treinamento para esses tipos de situações.

Segundo diversos especialistas a prevenção suicídio não deve ser apenas uma preocupação exclusiva de médicos, e sim de todos os profissionais de saúde, de segurança e da comunidade humana em sua totalidade.

### Abordagem psicológica
A abordagem psicológica quanto ao suicídio foca-se na prevenção e na intervenção em crise. A visão predominante da psicologia moderna é de que o suicídio é um problema de saúde mental, associada a fatores psicológicos como a dificuldade ou a impotência em lidar com eventos altamente estressantes, impacto de transtornos mentais. Ao invés de uma verdadeira intenção de morrer, a tentativa de suicídio por vezes é interpretada como um "grito de socorro" para chamar a atenção ao seu desespero e seu desejo de fuga. A maioria das pessoas que tentam suicidar-se não obtém sucesso em sua primeira tentativa e frequentemente tentam novamente em outro momento. Pessoas com tentativas anteriores têm mais probabilidade de realizarem o ato com sucesso, por isso, é importante que a família e amigos se mantenham alerta e tomem medidas de prevenção contra novas tentativas.

#### Intervenção em crise
Segundo a psicologia e a psiquiatria, caso seja identificado ideação suicida em alguém algumas das medidas que podem ser tomadas para evitar a conclusão do ato éː
- Colocar a pessoa em acompanhamento psicológico e psiquiátrico;
- Mobilizar a rede social de apoio (família, parceiro(a), amigos...);
- Em casos graves, internação em um Centro de Atenção Psicossocial (CAPS);
- Fazer um contrato de vida, onde a pessoa se compromete a ligar para pessoas de sua confiança antes de cometer o suicídio;
- Monitoramento regular;
- Restringir acesso a álcool e drogas;
- Retirar acesso aos métodos (como arma de fogo e venenos para animais) do ambiente;
- Conversar sobre alternativas para solução dos problemas atuais e de como encará-los de uma forma mais saudável.

Família e amigos devem ficar alerta para pessoas com ideação suicida que começaram a usar antidepressivos. Medicação antidepressiva apesar de diminuir a ideação a longo prazo, nos primeiros meses aumenta bastante os riscos, ao melhorar a capacidade do indivíduo de tomar decisões e tomar atitudes, e por isso precisa de acompanhamento constante.
Contenção física pode ser necessária durante uma tentativa. Conseguir conter o momento de crise e o impulso de se matar frequentemente é eficaz para prevenir o suicídio temporariamente. A intervenção em crise geralmente é pontual durando de duas a seis sessões. Intervenções preventivas feitas em comunidades teve bons resultados como forma de preparar as pessoas a lidar com crises e fazer um acolhimento mais adequado.
Conseguir conter o momento de crise e o impulso de se matar frequentemente é eficaz para prevenir o suicídio temporariamente. A intervenção em crise geralmente é pontual durando de duas a seis sessões. Estudos apontam que algumas intervenções preventivas feitas em comunidades obtiveram bons resultados como forma de preparar as pessoas a lidar com crises e fazer um acolhimento mais adequado.

## Sociedade e cultura
A Organização Mundial da Saúde (OMS) e a Associação Internacional para a Prevenção do Suicídio (International Association for Suicide Prevention - IASP) estabeleceram o dia 10 de setembro como o Dia Mundial para Prevenção do Suicídio. O intuito é o de disseminar informação adequada e chamar mais atenção para o que já é considerado um problema de saúde pública.

### Legislação

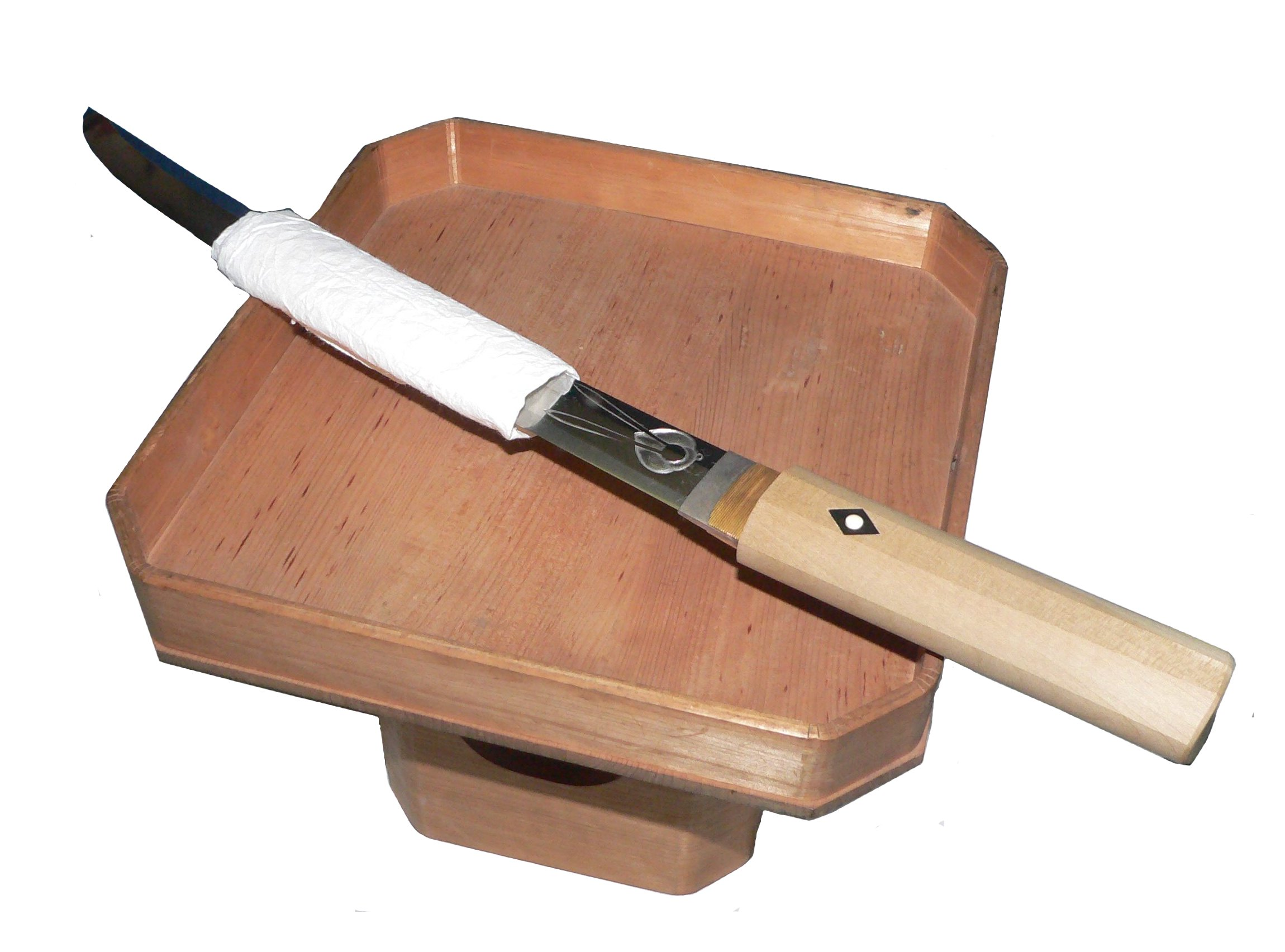
Uma faca tantō preparada para o seppuku.

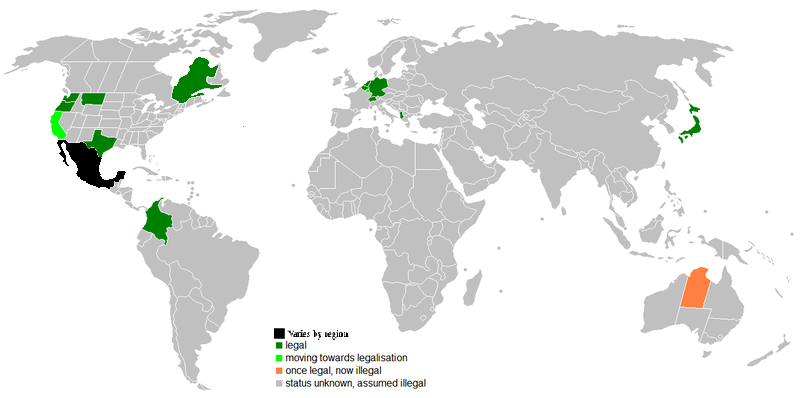
Países aonde a eutanásia é legalizada (em verde escuro), e países aonde a legalização está sendo discutida (em verde claro e em laranja). No Território do Norte, na Austrália, a eutanásia chegou a ser legalizada, mas depois a prática foi novamente considerada criminosa.

Antigamente, em Atenas, uma pessoa que havia cometido suicídio (sem a aprovação do Estado) era negada às honras de um funeral normal; a pessoa era enterrada sozinha, na periferia da cidade, sem lápide ou inscrição. Um decreto-lei criminal emitido por Luís XIV de França em 1670 era muito mais grave em sua punição: o corpo do morto era atirado pelas ruas, virado para baixo, depois pendurado ou jogado em uma pilha de lixo, enquanto que todos os seus bens eram confiscados. Em contrapartida, os soldados da Roma antiga e do Japão Feudal que haviam sido derrotados nas guerras eram obrigados a cometerem suicídio.
Modernamente, em algumas jurisdições, um ato incompleto ou ato de suicídio é considerada um crime. Mais comumente, um membro do grupo sobrevivente que ajudou na tentativa de suicídio enfrentará acusações criminais. No Brasil, se a ajuda for direcionada para um menor de idade, a pena é aplicada em seu duplo e não considerada como homicídio. Na Itália e no Canadá, a instigação ao suicídio a outrem também é uma ofensa criminal. Em Singapura, o ato de prestar assistência no suicídio de uma pessoa com deficiência mental, é considerado uma ofensa capital. Na Índia, o suicídio, a cumplicidade de um menor ou uma pessoa com problemas mentais podem resultar em um prazo máximo de prisão de 1 ano com uma possível multa.
Na Alemanha, as seguintes leis se aplicam no caso do suicídio:
- a eutanásia ativa (morte a pedido do próprio paciente) é proibida pelo artigo 216 do Código Penal (Strafgesetzbuch, Código Penal alemão), punível com pena de seis meses a cinco anos de prisão;
- a lei alemã interpreta o suicídio como um acidente e todas as pessoas presentes durante o ato podem ser processadas por não prestar auxílio e caso de emergência. Um suicídio torna-se legalmente emergencial quando uma pessoa perde a consciência suicida. A falta de prestação de auxílio é punível nos termos do artigo 323C do Código Penal Suíço, com uma pena de prisão máxima de um ano.

### Interpretações religiosas
Émile Durkheim, em sua teoria sobre o suicídio, acredita que a religião promove valores compartilhados, interação e limites sociais fortes que evitam que o indivíduo se sinta isolado e, ao mesmo tempo, estabelecem um conjunto de ideais pelos quais viver, constituindo-se em um fator protetor contra o suicídio. Alguns estudos internacionais mostraram que realmente ter uma religião diminui o número de tentativas de suicídio e aumentam a aversão a esse ato.
Porém mesmo com o cristianismo condenando o suicídio em um estudo brasileiro a frequência de ideação suicida significativa foi encontrada em 26,4% dos católicos, 24% dos evangélicos, 13,3% dos espíritas/outros e apenas 10% de pessoas que se definiam sem religião. Analisando do ponto de vista da intensidade da religião em sua vida 24% dos muito religiosos tinham ideação suicida, 21% dos moderadamente religiosos e 32,1% dos pouco religiosos. Um aumento maior da depressão também foi encontrado entre religiosos (30%) em comparação a pessoas sem religião (20%). Outro estudo brasileiro mostrou que religião, nível de ortodoxia e nem mesmo o medo da morte servem como predição da aceitação do suicídio.

#### Judaico-cristã

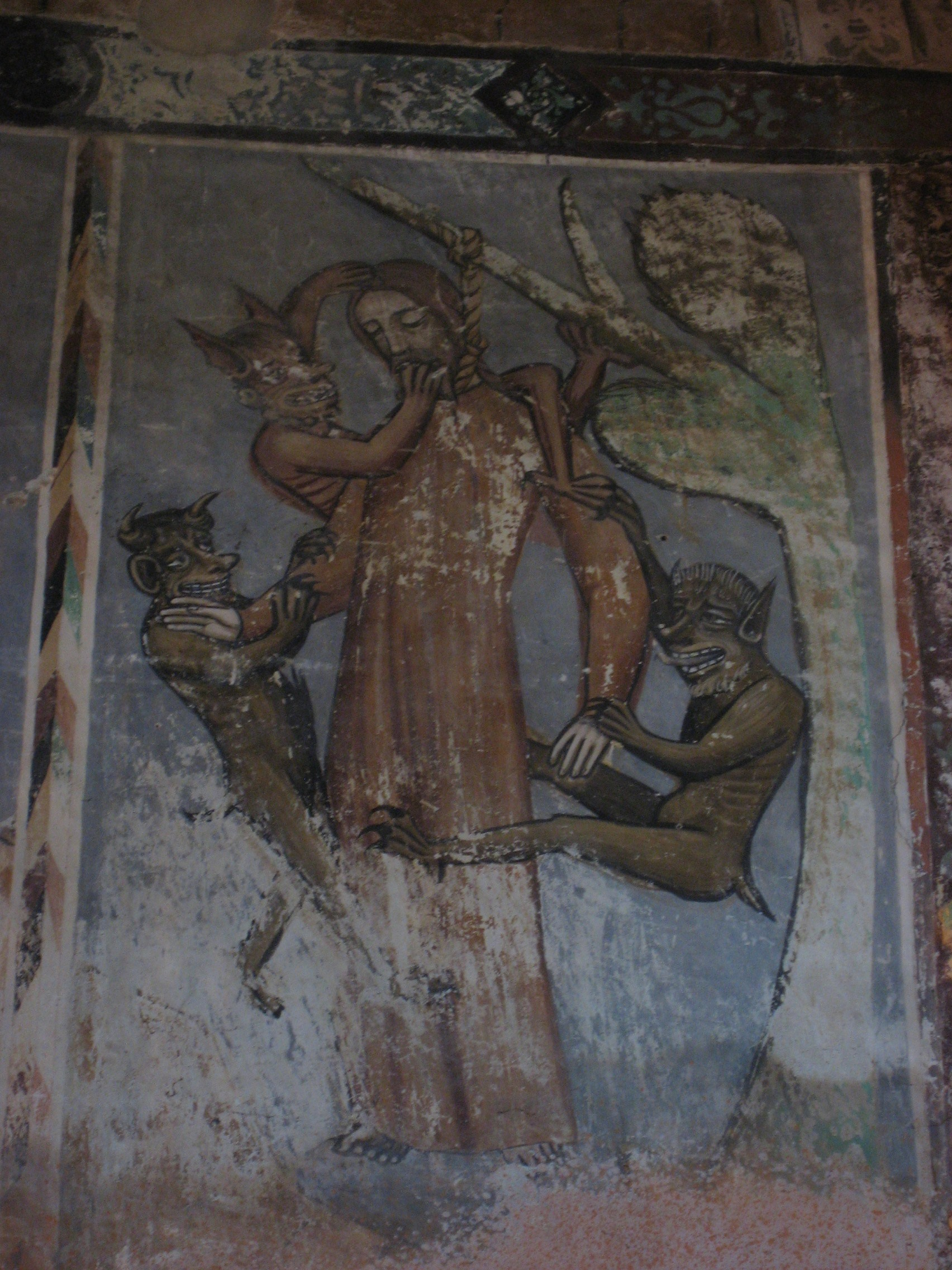
Judas enforcado cercado por demônios, em um afresco da igreja luterana saxã, Transilvânia

Na maioria das escolas do cristianismo, o suicídio é considerado um pecado, baseado principalmente em escritos de influentes pensadores da Idade Média como Santo Agostinho e São Tomás de Aquino; o suicídio não era considerado um pecado sob o código de Justianiano do Império Bizantino, no entanto. Na doutrina católica, o argumento é baseado no mandamento "Não matarás" (aplicado no âmbito do Novo Testamento por Jesus em Mateus 19:18), bem como a ideia de que a vida é um dom dado por Deus que não deve ser desprezada, e que o suicídio é contra a ordem "natural" e, portanto, interfere com a vontade de Deus.
Na Idade Média, a Igreja Católica Romana condenava o suicídio, e para desestimular o ato aqueles que morriam dessa forma não eram enterrados, os corpos ficavam ao ar livre para serem devorados pelas "feras" e aves de rapina.
A Bíblia, embora nunca use a palavra suicídio, conta sobre algumas pessoas que o desejaram (inclusive Jó, Moisés e Elias) e sobre várias que cometeram atos suicidas (como Sansão, Saul e Judas Iscariotes). Pela bíblia não se pode garantir que todos suicidas vão para o inferno, pois ao mesmo tempo que o suicídio é visto como um pecado gravíssimo (por ir contra o "Não matarás") que deve ser evitado por todos aqueles que tem fé em Deus, aqueles que perderam algum ente querido nessas condições podem encontrar consolo nas passagens "os cristãos podem saber que possuem a vida eterna sem qualquer dúvida" (1 João 5:13), "Nada pode separar um cristão do amor de Deus" (Romanos 8:38-39) e na passagem que diz que Jesus perdoou todos os pecados com seu sacrifício.
O judaísmo enfoca a importância da valorização da vida, e como tal, o suicídio é o mesmo que negar a bondade de Deus no mundo. Apesar disso, existem relatos de judeus que se suicidaram em circunstâncias extremas, quando estavam correndo de serem escravizados, humilhados ou mortos (ver Massada e Saul (rei) por exemplo). Para honrar suas memórias há mesmo uma oração na liturgia judaica "para aqueles que estão morrendo, com a faca na garganta, para santificar o nome de Deus" (ver martírio). Estes atos são considerados polêmicos entre autoridades judaicas, sendo considerados por alguns como exemplos de martírio heróico, enquanto outros afirmam que foi errado eles tomarem suas próprias vidas.
No Talmud existe uma história aplicável à questão da eutanásia. O grande sábio Rabi Chanina estava sendo queimado vivo pelos romanos. Seus alunos pediram-lhe para acabar com seu sofrimento rapidamente, abrindo sua boca e respirando a fumaça e chamas. Mas ele respondeu: "É melhor que Ele, que deu me a minha alma, leve-a, em vez de eu causar danos a mim mesmo".

#### Islamismo
O suicídio não é permitido no islã; contudo, martirizando-se para Deus (durante o combate) não é o mesmo de completar o suicídio. Suicídio no Islã é visto como um sinal de descrença em Deus. Entretanto, as operações de martírio ('amaliyah istishâdiyah) por detonação de explosivos comumente praticadas por grupos de resistência religiosa e nacionalista como o Hamas, o Hizbollah, a Jihad Islâmica e a Al-Qaeda, são consideradas suicidas.

#### Hinduísmo
No hinduísmo, o suicídio é desaprovado e é considerado tanto pecaminoso como matar outra pessoa. Os textos hindus dizem que quem comete suicídio passará a fazer parte do espírito do mundo, vagando pela Terra até o dia em que deveria ter falecido, caso não houvesse cometido suicídio.

#### Budismo
Para o budismo, já que o primeiro preceito é que não se destrua nenhuma forma de vida, incluindo a sua própria, o suicídio é visto como uma ação negativa.
Nos ensinamentos budistas, o passado dos indivíduos atua fortemente na influência que experimentam no presente; atos presentes, por sua vez, tornam-se a influência de fundo para experiências futuras (carma). As ações produzidas pela mente, pelo corpo e pela reação, ou repercussão, por sua vez, são a causa das condições (boas e más) de que nos deparamos no mundo de hoje.
No entanto, alguns suttas mostram que a questão não é tão simples:
No Samyutta Nikaya IV.23, o Buda fala sobre o suicídio do venerável Godhika:

"Assim de fato é como os determinados agem:
eles não têm apego à vida.
Extirpando o desejo pela raiz,
Godhika realizou o paranibbana."

No Majjhima Nikaya 144, o Buda fala sobre o suicídio do bhikkhu Channa:
"Sariputta, quando alguém deita este corpo e se apega a um novo corpo, então eu digo que esse alguém é censurável. Não houve nada disso no bhikkhu Channa; o bhikkhu Channa usou a faca de modo puro."
Isso não significa que o Buda aprovasse o suicídio; o que estes dois suttas mostram é que existem circunstâncias em que o suicídio pode ser aceitável, por exemplo quando ele conduz ao paranibbana.

#### Seitas pró-suicídio
Os cátaros na Idade Média praticavam e legitimavam o suicídio, que segundo eles era uma forma de libertação do espírito (criado pelo Deus do bem) que se encontra sob o jugo da matéria (criada pelo Deus do mal). Para as seitas gnósticas da Antiguidade e da Idade Média, todas as formas de vida (bios) eram consideradas como cárcere do espírito divino e como tal, deveriam ser destruídas.
Algumas seitas religiosas modernas fazem cultos ao suicídio, como a Ordem do Templo Solar, a Heaven's Gate, a Peoples Temple e outras.

### Filosofia

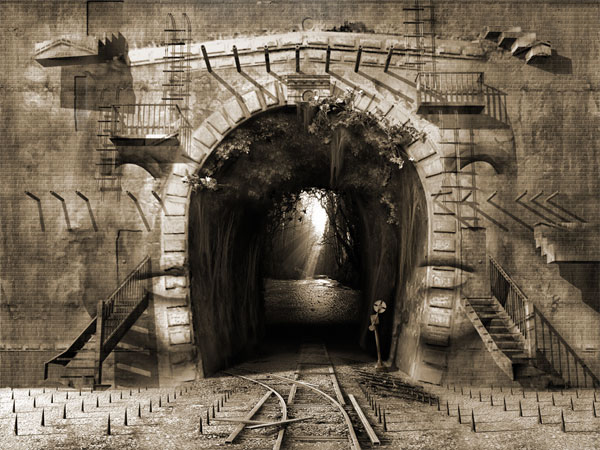
A Saída, ou Idealização suicida, George Grie, 2007

O suicídio e seu contexto existencialista é um amplo tema para a filosofia. Pensando nisso, Albert Camus escreveu certa vez: "O suicídio é a grande questão filosófica de nosso tempo, decidir se a vida merece ou não ser vivida é responder a uma pergunta fundamental da filosofia."[carece de fontes?] Vilém Flusser, estudioso tcheco naturalizado brasileiro, escrevia, num artigo que estuda Camus: "O suicídio é, portanto, uma espécie de metafísica, uma espécie de truque teológico, em resumo: uma tentativa desonesta de escapar ao absurdo. Consequentemente, o suicídio deve ser repelido, como qualquer outra espécie de metafísica. É preciso continuar vivendo com o nojo, dia após dia, momento após momento, para viver o mais possível, já que não se pode viver o melhor possível. Somente assim, devorando quantidade em vez de qualidade, somente como Don Juan, ator ou conquistador, é o homem honesto".
Um exemplo antigo e notável da filosofia do suicídio nos vem de Platão, que argumentava que o suicídio não é errado quando o indivíduo está condenado à morte pelo Estado (no caso, ele citava Sócrates), compelido por infortúnio, ou quando sofre uma desgraça irreversível; no entanto, Platão acredita que o suicídio deve ser punido quando origina-se de uma "covardia viril e preguiçosa". Alguns filósofos mais contemporâneos veem o suicídio como um assunto legítimo de escolha pessoal e um direito humano (coloquialmente conhecido como o "direito de morrer"), e alegam que ninguém deveria ser obrigado a sofrer contra a sua vontade, sobretudo de condições como doenças incuráveis, doenças mentais, e idade avançada que não têm nenhuma possibilidade de melhoria.
Os defensores deste ponto de vista rejeitam a crença de que o suicídio é sempre irracional, argumentando às vezes que ele pode ser um último recurso válido para dores maiores e para certos traumas persistentes. Essa perspectiva é mais popular na Europa continental, onde a eutanásia e outros temas, como são comumente discutidas no parlamento, tem uma boa dose de apoio. Um segmento mais estreito desse grupo considera o suicídio como uma escolha grave mas condenável em algumas circunstâncias e um direito sagrado que todos tem (mesmo as pessoas jovens e saudáveis), que acredita que eles têm plena consciência racional para decidirem sobre suas próprias vidas. Podemos citar alguns adeptos notáveis dessa escola de pensamento, como Arthur Schopenhauer, filósofo pessimista, Friedrich Nietzsche, e o empirista escocês David Hume. Os adeptos desta visão muitas vezes defendem a revogação das leis que restringem as liberdades dos povos conhecidos por serem suicidas, bem como as leis que permitem o seu compromisso involuntário em hospitais mentais.